# North Loup (Nebraska)
North Loup – wieś w Stanach Zjednoczonych, w stanie Nebraska, w hrabstwie Valley.